# Liste der Biografien/Macd
Liste der Biografien |
Portal Biografien |
Personensuche
# |
A |
B |
C |
D |
E |
F |
G |
H |
I |
J |
K |
L |
M |
N |
O |
P |
Q |
R |
S |
T |
U |
V |
W |
X |
Y |
Z |
?
 
Ma |
Mb |
Mc |
Md |
Me |
Mf |
Mg |
Mh |
Mi |
Mj |
Mk |
Ml |
Mm |
Mn |
Mo |
Mp |
Mq |
Mr |
Ms |
Mt |
Mu |
Mv |
Mw |
Mx |
My |
Mz
 
Maa |
Mab |
Mac |
Mad |
Mae |
Maf |
Mag |
Mah |
Mai |
Maj |
Mak |
Mal |
Mam |
Man |
Mao |
Map |
Maq |
Mar |
Mas |
Mat |
Mau |
Mav |
Maw |
Max |
May |
Maz
 
Maca |
Macb |
Macc |
Macd |
Mace |
Macf |
Macg |
Mach |
Maci |
Mack |
Macl |
Macm |
Macn |
Maco |
Macp |
Macq |
Macr |
Macs |
Mact |
Macu |
Macv |
Macw |
Macy |
Macz
Die Liste der Biografien führt alle Personen auf, die in der deutschsprachigen Wikipedia einen Artikel haben. Dieses ist eine Teilliste mit 208 Einträgen von Personen, deren Namen mit den Buchstaben „Macd“ beginnt.

## Macd

### Macda
- MacDaid, Liam (1945–2023), irischer Geistlicher, römisch-katholischer Bischof von Clogher

### Macde
- MacDermid, Kurtis (* 1994), kanadischer Eishockeyspieler
- MacDermid, Lane (* 1989), US-amerikanisch-kanadischer Eishockeyspieler
- MacDermid, Paul (* 1963), kanadischer Eishockeyspieler
- MacDermot, Galt (1928–2018), kanadischer Komponist
- MacDermott, John, Baron MacDermott (1896–1979), britischer Jurist und nordirischer Politiker

### Macdi
- MacDiarmid, Alan (1927–2007), neuseeländischer Chemiker
- MacDiarmid, Hugh (1892–1978), schottischer Dichter
- Macdissi, Peter, libanesischer Schauspieler

### Macdo
- MacDonagh, Donagh (1912–1968), irischer Schriftsteller und Richter
- MacDonald Mackintosh, Margaret (1864–1933), schottische MalerinMargaret MacDonald Mackintosh (1864–1933)

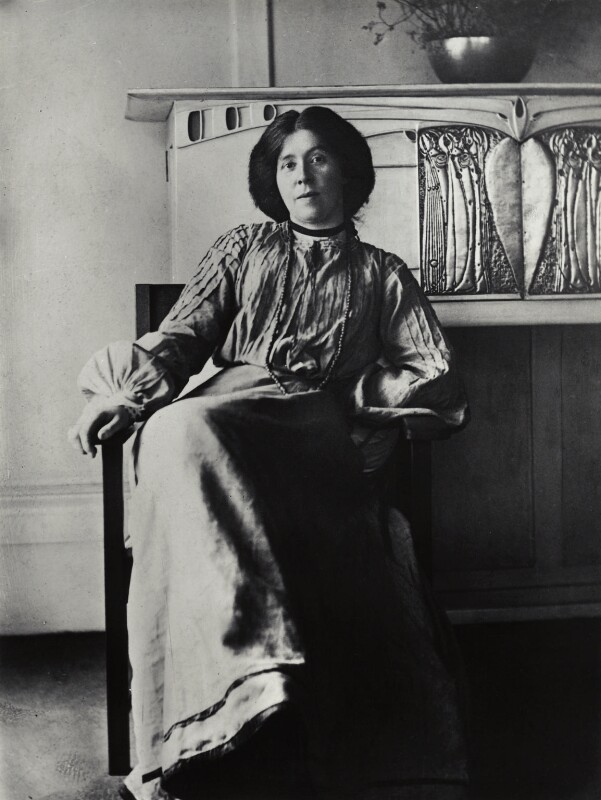
Margaret MacDonald Mackintosh (1864–1933)

- MacDonald McNair, Frances (1873–1921), schottische Malerin
- MacDonald, Adam (* 1977), kanadischer Schauspieler, Regisseur und Drehbuchautor
- Macdonald, Agnes Syme (1882–1966), schottisch-britische Suffragette, Frauenrechtlerin und Sozialarbeiterin
- MacDonald, Alan (* 1958), englischer Kinderbuchautor
- Macdonald, Alexander († 1299), schottischer Adliger
- MacDonald, Alexander, 10. Earl of Ross († 1449), schottischer Adeliger
- MacDonald, Allan (* 1956), schottischer Komponist und Musiker
- MacDonald, Allan H. (* 1951), kanadischer Physiker
- Macdonald, Amy (* 1987), britische Singer-SongwriterinAmy Macdonald (* 1987)

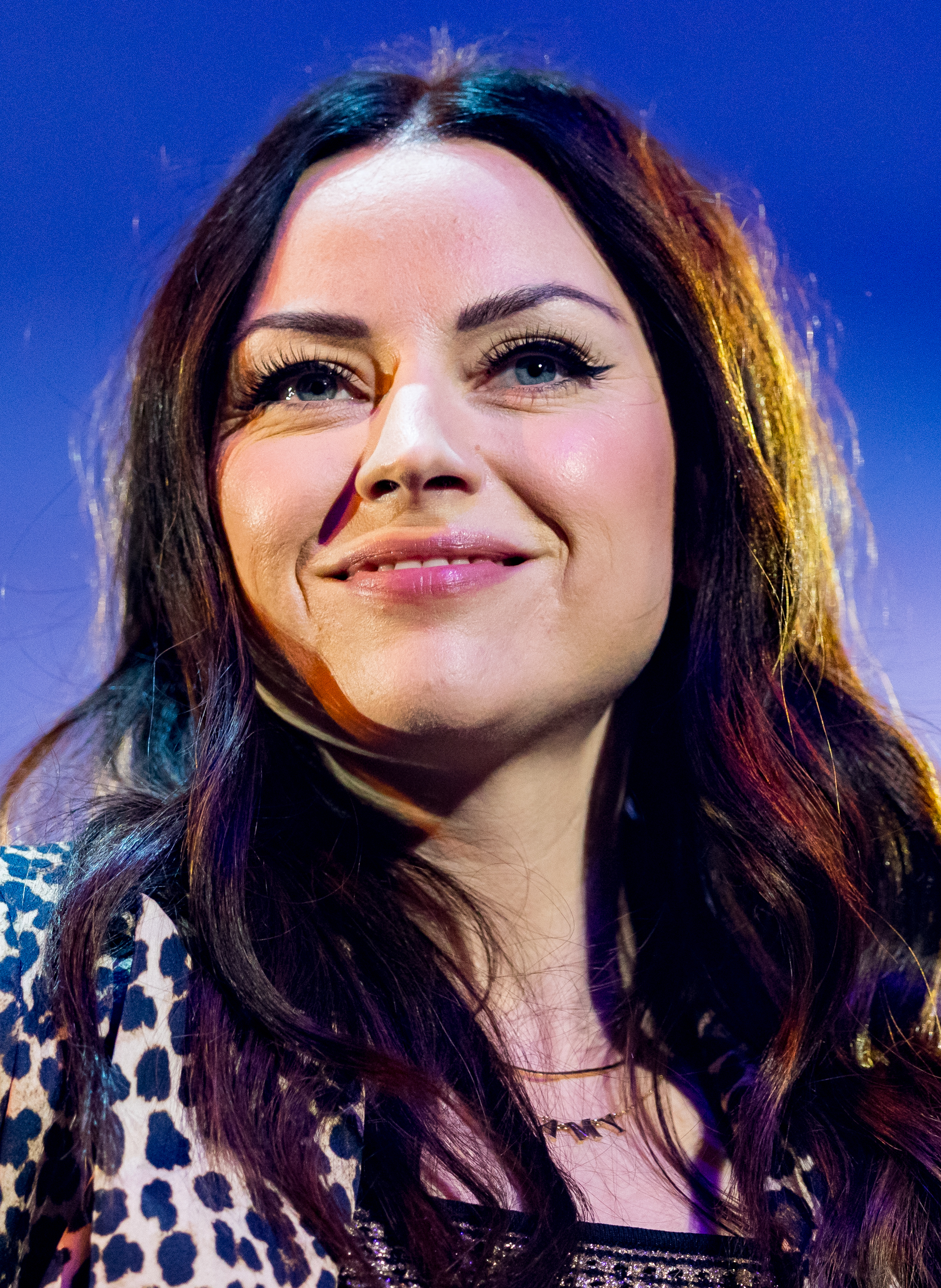
Amy Macdonald (* 1987)

- Macdonald, Andrew (* 1966), britischer Filmproduzent
- MacDonald, Andrew (* 1986), kanadischer Eishockeyspieler
- Macdonald, Andrew Archibald (1829–1912), kanadischer Politiker, Vizegouverneur von Prince Edward Island
- MacDonald, Angus (* 1963), schottischer Politiker und Mitglied der Scottish National Party (SNP)
- MacDonald, Angus (* 1992), englischer Fußballspieler
- MacDonald, Ann-Marie (* 1958), kanadische Schauspielerin, Schriftstellerin und Fernsehmoderatorin
- Macdonald, Augustine Colin (1837–1919), kanadischer Politiker, Vizegouverneur von Prince Edward Island
- Macdonald, Bertram (1902–1965), britischer Mittel- und Langstreckenläufer
- MacDonald, Betty (1907–1958), amerikanische Autorin
- MacDonald, Bosco (* 1963), britischer römisch-katholischer Geistlicher, Bischof von Clifton
- Macdonald, Brian (1928–2014), kanadischer Balletttänzer, Choreograph und Opernregisseur
- MacDonald, Calum (* 1956), schottischer Politiker der Labour Party
- MacDonald, Cameron (* 1976), kanadischer Eishockeytorwart und -trainer
- Macdonald, Charles Blair (1855–1939), US-amerikanischer Golfarchitekt
- Macdonald, Charlotte (* 1950), neuseeländische Historikerin und Hochschullehrerin
- MacDonald, Christie (1875–1962), US-amerikanische Sängerin
- MacDonald, Claude Maxwell (1852–1915), britischer Offizier und Diplomat
- MacDonald, Craig (* 1977), kanadischer Eishockeyspieler
- MacDonald, Daniel Joseph (1918–1980), kanadischer Politiker
- Macdonald, Danielle (* 1991), australische FilmschauspielerinDanielle Macdonald (* 1991)

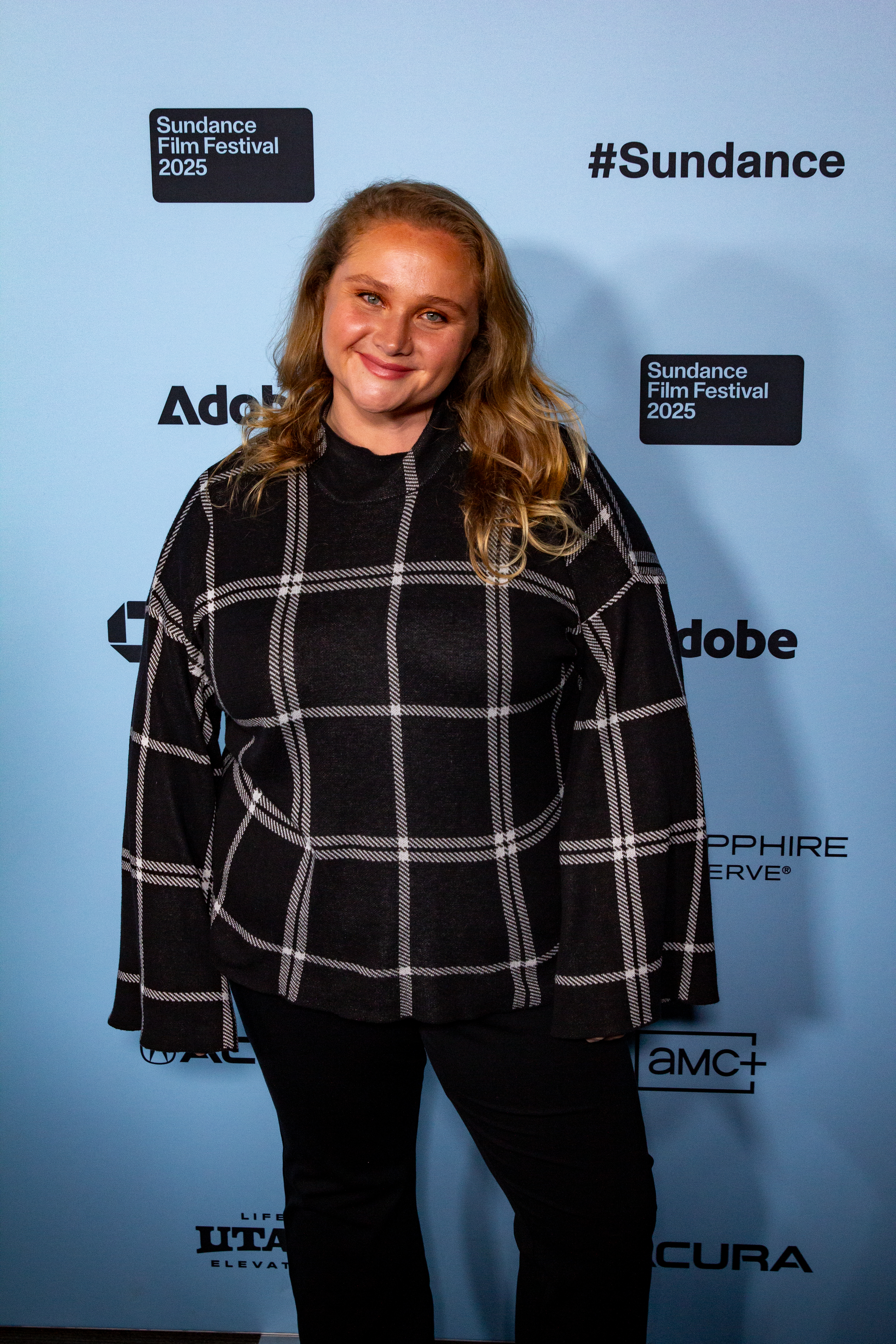
Danielle Macdonald (* 1991)

- Macdonald, David, US-amerikanischer Komponist
- MacDonald, David (1904–1983), britischer Filmregisseur, Drehbuchautor und Filmproduzent
- Macdonald, David (* 1936), kanadischer Politiker
- Macdonald, David (* 1951), britischer Biologe, Naturschützer und Sachbuchautor
- Macdonald, David (1952–2003), kanadischer Organist
- Macdonald, David (* 1983), US-amerikanischer Komponist
- Macdonald, Donald Alexander (1817–1896), kanadischer Politiker und Unternehmer, Vizegouverneur von Ontario
- MacDonald, Donald C. (1913–2008), kanadischer Politiker
- Macdonald, Donald Stovel (1932–2018), kanadischer Politiker und Botschafter

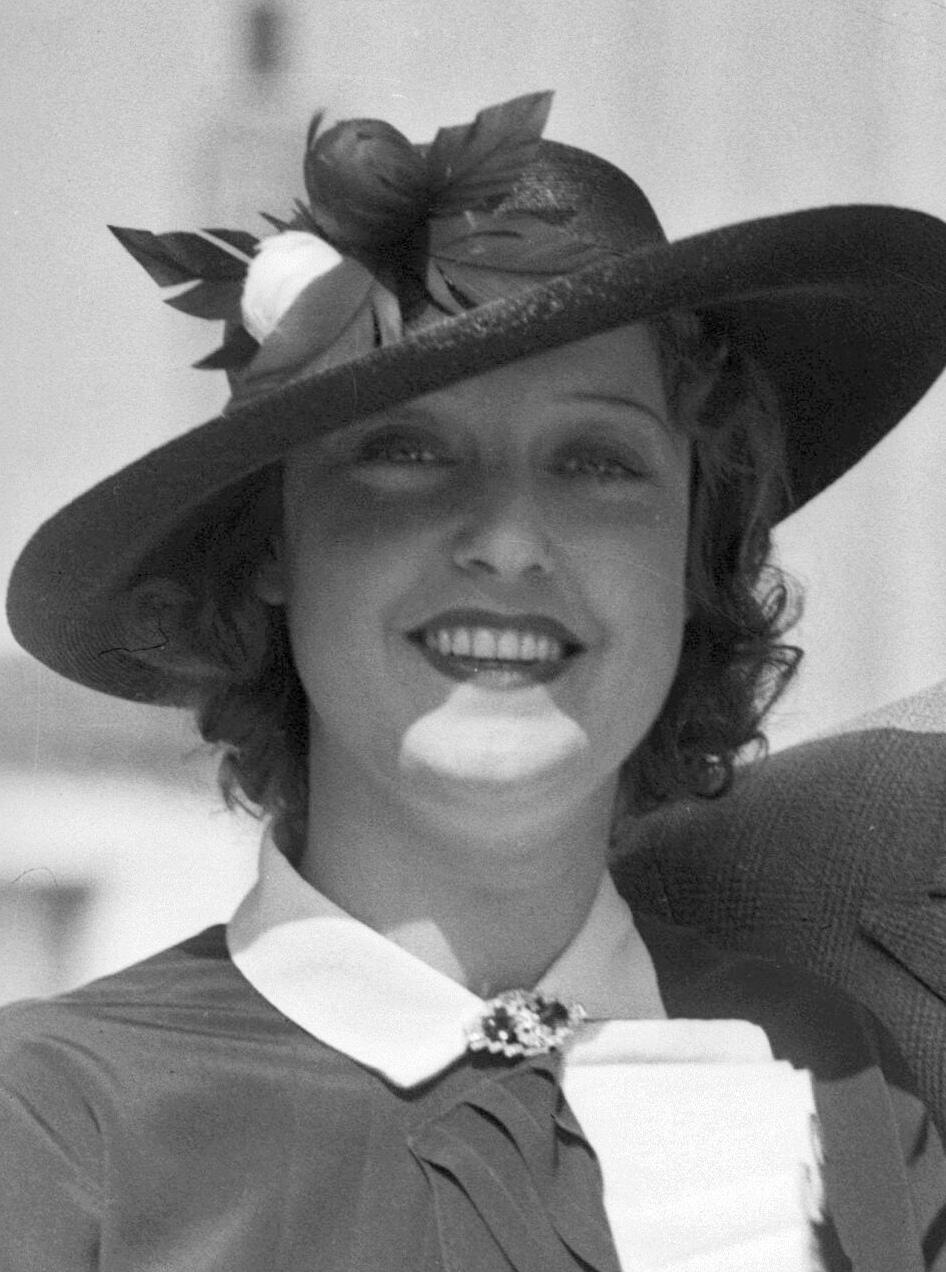
Jeanette MacDonald (1903–1965)

- MacDonald, Duncan Black (1863–1943), US-amerikanischer Orientalist und Missionar
- MacDonald, Edmund (1908–1951), US-amerikanischer Schauspieler
- Macdonald, Eleanor Josephine (1906–2007), US-amerikanische Krebsforscherin
- Macdonald, Ernest (1858–1902), kanadischer Politiker, 30. Bürgermeister von Toronto
- MacDonald, Ethel (1909–1960), britische Anarchistin und Aktivistin
- MacDonald, Ewan (* 1975), schottischer Curler
- MacDonald, Fiona (* 1974), schottische Curlerin
- MacDonald, Flora (1722–1790), britische Adlige und Heldin der JakobitenFlora MacDonald (1722–1790)

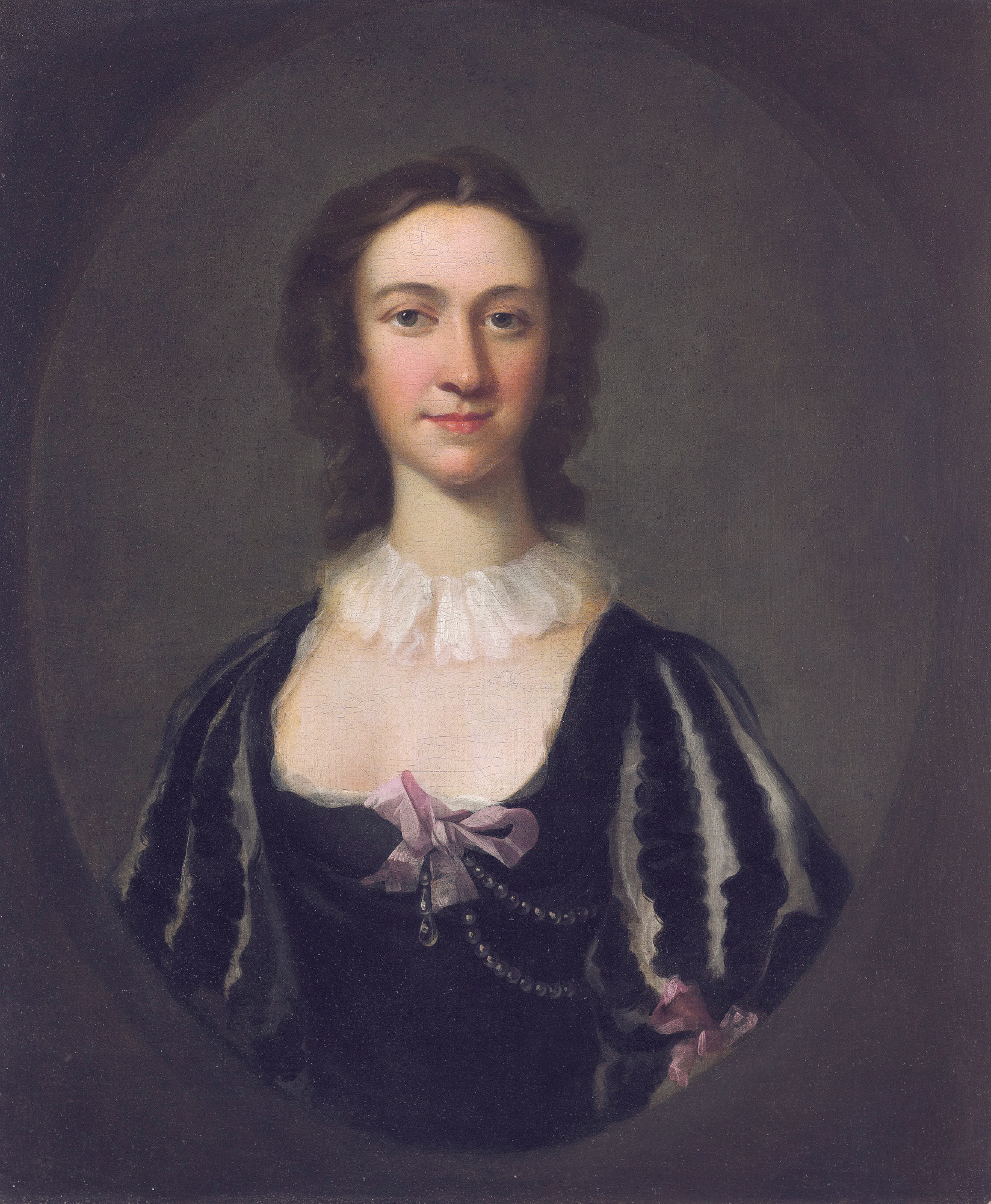
Flora MacDonald (1722–1790)

- MacDonald, Flora Isabel (1926–2015), kanadische Politikerin
- MacDonald, Florence (1909–2008), US-amerikanische Mittelstreckenläuferin
- MacDonald, Franklin (* 1985), kanadischer Eishockeyspieler
- Macdonald, Freddy (* 2000), schweizerisch-US-amerikanischer Filmregisseur, Drehbuchautor und Filmeditor
- MacDonald, Garfield (1881–1951), kanadischer Leichtathlet
- MacDonald, Gary (* 1953), kanadischer Schwimmer
- MacDonald, George (1824–1905), schottischer Schriftsteller, Dichter und Pfarrer
- MacDonald, George (1862–1940), schottischer Numismatiker und Archäologe
- Macdonald, Gertrude (1871–1952), britische Porträt- und Landschaftsmalerin
- MacDonald, Gordon (* 1939), US-amerikanischer Theologe, Autor, Referent, geistlicher Berater und Mentor
- MacDonald, Gordon (* 1960), schottischer Politiker
- MacDonald, Gordon J. F. (1929–2002), US-amerikanischer Geophysiker
- Macdonald, Gordon, 1. Baron Macdonald of Gwaenysgor (1888–1966), britischer Politiker (Labour Party)
- Macdonald, Gus, Baron Macdonald of Tradeston (* 1940), britischer Politiker, Journalist, Medienmanager und Hochschullehrer
- MacDonald, Hector Archibald (1853–1903), britischer Generalmajor
- Macdonald, Hector Munro (1865–1935), schottischer Mathematiker
- Macdonald, Helen (* 1970), britische Autorin, Lyrikerin, Illustratorin und HistorikerinHelen Macdonald (* 1970)

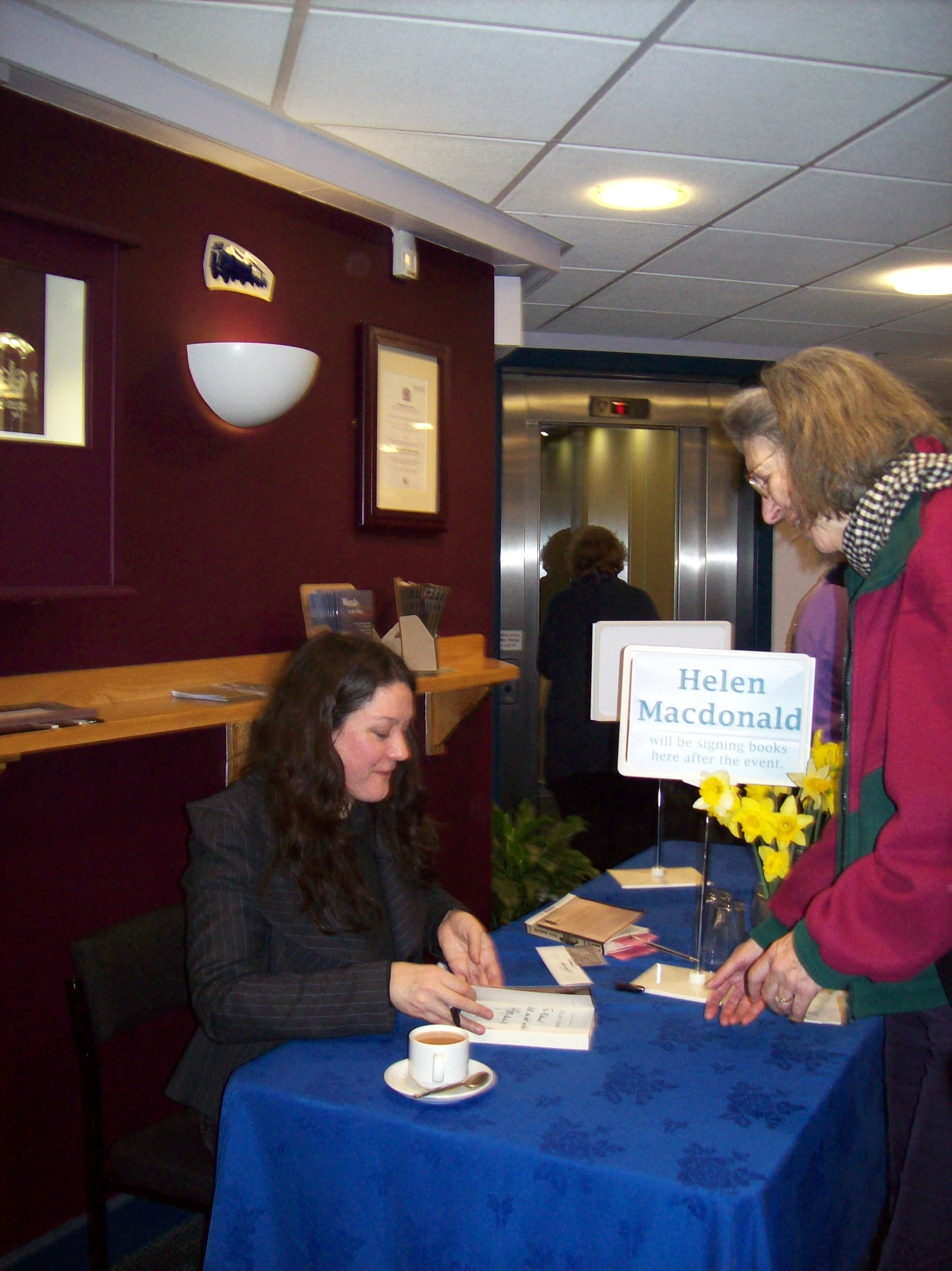
Helen Macdonald (* 1970)

- Macdonald, Hettie (* 1962), britische Theater- und Filmregisseurin
- Macdonald, Hugh (* 1940), englischer Musikwissenschaftler und Dirigent
- Macdonald, Hugh John (1850–1929), kanadischer Politiker
- MacDonald, Ian (1914–1978), US-amerikanischer Schauspieler und Filmproduzent
- Macdonald, Ian (1928–2023), britischer Mathematiker und Hochschullehrer
- MacDonald, Irene (1933–2002), kanadische Wasserspringerin
- MacDonald, J. E. H. (1873–1932), englisch-kanadischer Maler
- MacDonald, J. Farrell (1875–1952), US-amerikanischer Schauspieler und Regisseur
- MacDonald, Jack (1888–1941), kanadischer kommunistischer Politiker
- MacDonald, Jacques (1765–1840), französischer General und Marschall von Frankreich
- Macdonald, James D. (* 1954), US-amerikanischer Science-Fiction-, Fantasy- und Mystery-Autor
- MacDonald, James H. (1832–1889), US-amerikanischer Politiker
- MacDonald, James Hector (1925–2025), kanadischer römisch-katholischer Ordensgeistlicher, Erzbischof von Saint John’s, Neufundland
- Macdonald, James Ross (1923–2024), US-amerikanischer Physiker
- MacDonald, Jamie (* 1986), schottischer Fußballtorhüter
- MacDonald, Jamie (* 1994), kanadische Shorttrackerin
- MacDonald, Jeanette (1903–1965), US-amerikanische Schauspielerin und Sängerin (Sopran)Jeanette MacDonald (1903–1965)
- MacDonald, Jeffrey (* 1943), US-amerikanischer Mörder
- MacDonald, Jessica (* 1984), kanadische Ringerin
- Macdonald, Jock (1897–1960), kanadischer Maler, Illustrator, Druckgrafiker und Kunstpädagoge
- MacDonald, Joey (* 1980), kanadischer Eishockeytorwart
- Macdonald, John (1815–1891), kanadischer Politiker und zweimaliger Premierminister des Landes
- MacDonald, John D. (1916–1986), US-amerikanischer Schriftsteller
- MacDonald, John Hugh (1881–1965), kanadischer römisch-katholischer Geistlicher und Erzbischof von Edmonton
- MacDonald, John L. (1838–1903), US-amerikanischer Politiker
- Macdonald, John Sandfield (1812–1872), kanadischer Politiker
- MacDonald, John, Lord of the Isles, schottischer Magnat
- MacDonald, Joseph (1906–1968), US-amerikanischer Kameramann
- MacDonald, Joseph Faber (1932–2012), kanadischer Geistlicher, Erzbischof von Catanzaro-Squillace
- Macdonald, Julien (* 1971), britischer Modeschöpfer
- Macdonald, Kelly (* 1976), britische Schauspielerin und unter anderem Emmy-PreisträgerinKelly Macdonald (* 1976)

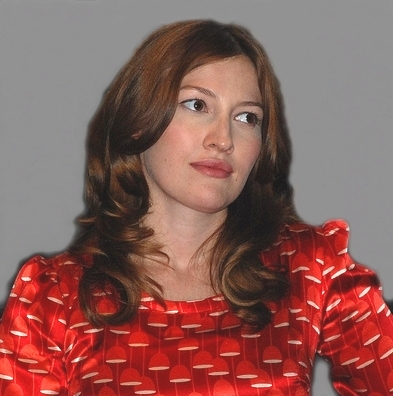
Kelly Macdonald (* 1976)

- Macdonald, Kenneth, Baron Macdonald of River Glaven (* 1953), britischer Politiker und Jurist
- MacDonald, Kevin (* 1960), schottischer Fußballspieler und -trainer
- Macdonald, Kevin (* 1967), britischer Filmregisseur
- MacDonald, Kevin B. (* 1944), US-amerikanischer Evolutionspsychologe
- MacDonald, Kiaran (* 1997), britischer Boxer
- MacDonald, Kilby (1914–1986), kanadischer Eishockeyspieler
- MacDonald, Kirk (* 1959), kanadischer Jazzsaxophonist
- MacDonald, Kyle (* 1979), kanadischer Autor
- Macdonald, Laura (* 1974), britische Jazzmusikerin (Alt- und Sopransaxophon, Komposition)
- MacDonald, Laurie (* 1953), US-amerikanische Filmproduzentin
- MacDonald, Leon (* 1977), neuseeländischer Rugby-Union-Trainer und Spieler
- Macdonald, Lewis (* 1957), schottischer Politiker
- Macdonald, Linsey (* 1964), britische Sprinterin
- Macdonald, Lorn (* 1992), britischer Schauspieler
- MacDonald, Lowell (* 1941), kanadischer Eishockeyspieler
- MacDonald, Malcolm (1865–1921), US-amerikanischer Tennisspieler
- MacDonald, Malcolm (1901–1981), britischer Politiker (Labour Party), Mitglied des House of Commons
- Macdonald, Malcolm (* 1950), englischer Fußballspieler und -trainer
- MacDonald, Margo (1943–2014), schottische Politikerin
- MacDonald, Marianne (1934–2019), kanadische Schriftstellerin
- Macdonald, Matt (* 1999), neuseeländischer Ruderer
- Macdonald, Mike (* 1987), US-amerikanischer Footballtrainer
- Macdonald, Moses (1815–1869), US-amerikanischer Politiker
- Macdonald, Murdoch (1866–1957), britischer Wasserbauingenieur
- MacDonald, Neil (* 1977), südafrikanischer Radrennfahrer
- Macdonald, Norm (1959–2021), kanadischer Stand-up-Comedian, Drehbuchautor und SchauspielerNorm Macdonald (1959–2021)

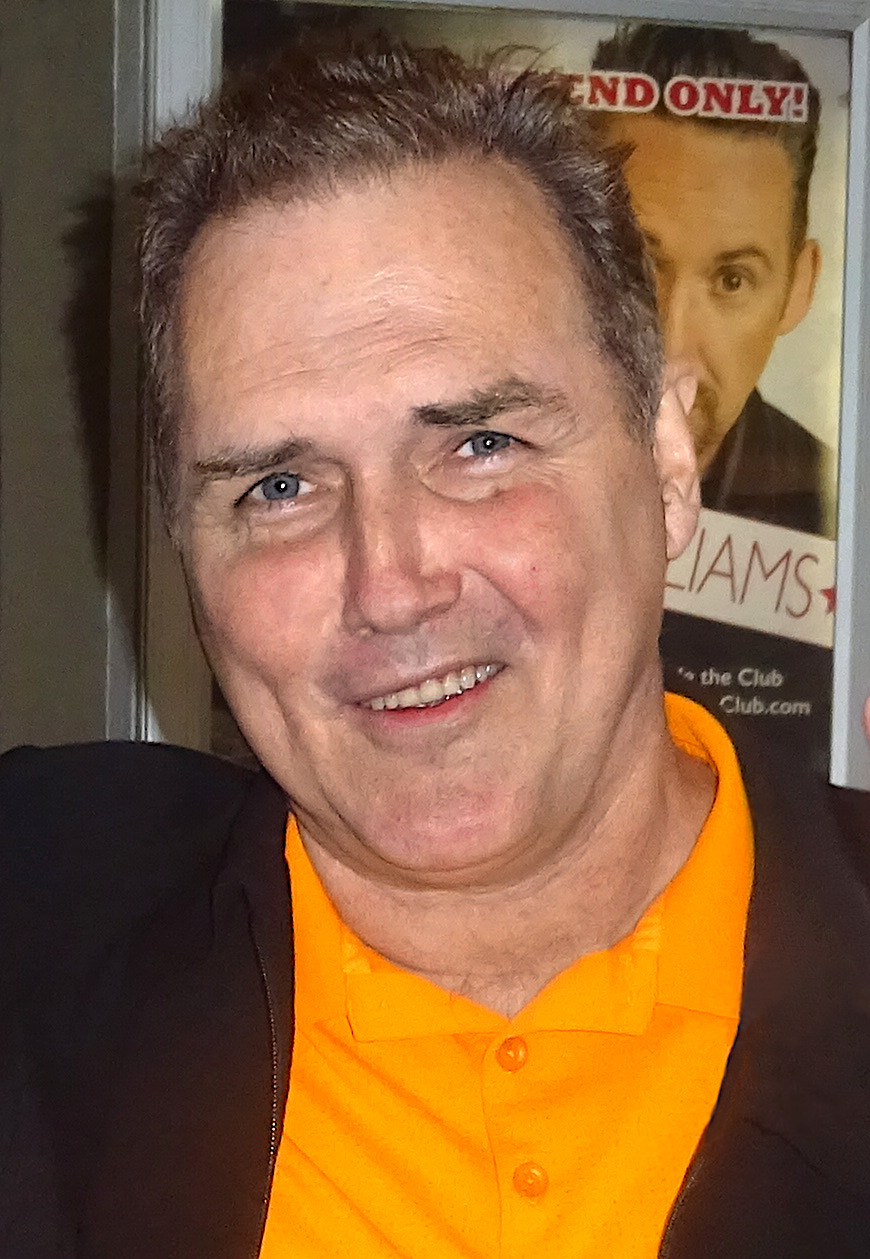
Norm Macdonald (1959–2021)

- MacDonald, Oliver (1904–1973), US-amerikanischer Leichtathlet
- MacDonald, Olivia (* 1996), neuseeländische Volleyball- und Beachvolleyballspielerin
- MacDonald, Paul (* 1960), neuseeländischer Kanute
- MacDonald, Paul A. (1911–2006), US-amerikanischer Politiker
- MacDonald, Peter (* 1939), britischer Regisseur, Kameramann und Filmproduzent
- MacDonald, Ralph (1944–2011), US-amerikanischer Schlagzeuger und Komponist
- MacDonald, Ramsay (1866–1937), britischer Politiker und zweimal Premierminister des Vereinigten Königreichs
- MacDonald, Ranald (1824–1894), US-amerikanischer Abenteurer
- MacDonald, Ray Locke (* 1931), US-amerikanischer Chemiker
- MacDonald, Raymond (* 1968), britischer Musikwissenschaftler und Jazz- und Improvisationsmusiker (Saxophone, Komposition)
- Macdonald, Richard (1919–1993), britischer Filmarchitekt
- MacDonald, Robert (1912–1989), US-amerikanischer Spezialeffektkünstler
- Macdonald, Roderick Douglas (1921–2001), britischer Vizeadmiral
- MacDonald, Rodney (* 1972), kanadischer Politiker und Premierminister von Nova Scotia
- MacDonald, Ronald (1874–1947), kanadischer Marathonläufer
- MacDonald, Ronald (* 1955), britischer Ökonom
- Macdonald, Ronald Cadell (1868–1942), schottischer Schachspieler
- Macdonald, Ronald St. John (1928–2006), kanadischer Jurist und Richter am Europäischen Gerichtshof für Menschenrechte
- Macdonald, Ross (1915–1983), US-amerikanischer Krimi-Schriftsteller
- MacDonald, Ross (* 1965), kanadischer Segler
- Macdonald, Sharman (* 1951), britische Schriftstellerin und Bühnenautorin
- Macdonald, Sharon (* 1961), britische Ethnologin und Museumswissenschaftlerin
- MacDonald, Shauna (* 1970), kanadische Schauspielerin
- Macdonald, Shauna (* 1981), britische Schauspielerin
- MacDonald, Sona (* 1961), österreichische Schauspielerin, Sängerin und TänzerinSona MacDonald (* 1961)

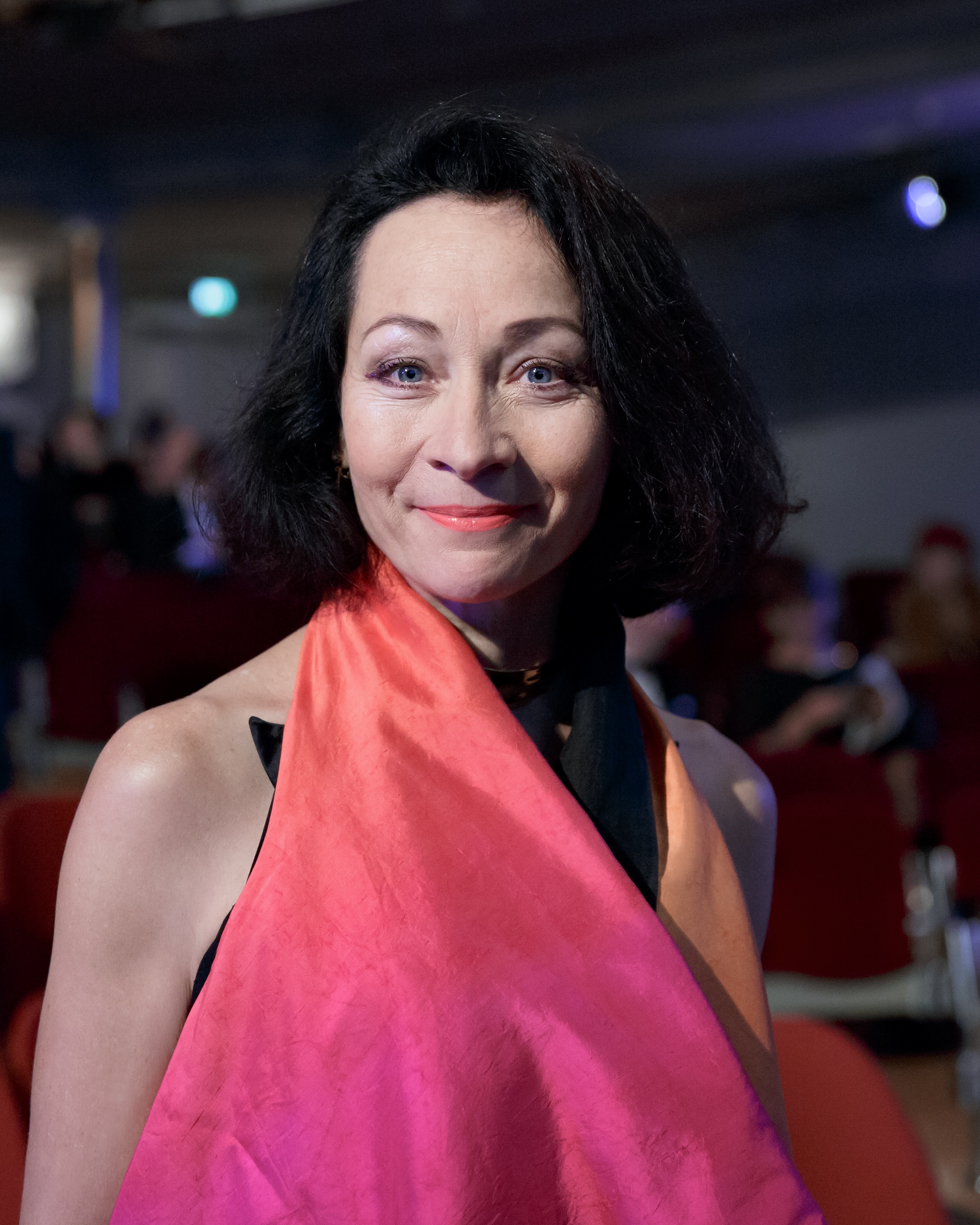
Sona MacDonald (* 1961)

- MacDonald, Stephen (* 1987), kanadischer Schauspieler
- Macdonald, Tatiana, Szenenbildnerin
- Macdonald, Thomas (1898–1980), neuseeländischer Politiker
- MacDonald, Tom (* 1988), kanadischer Rapper
- Macdonald, Torbert (1917–1976), US-amerikanischer Politiker (Demokratische Partei)
- MacDonald, William, kanadischer Schauspieler
- MacDonald, William (1908–1984), britischer Offizier der Luftstreitkräfte des Vereinigten Königreichs
- MacDonald, William (1917–2007), US-amerikanischer Theologe und Autor
- MacDonald, William Josiah (1873–1946), US-amerikanischer Politiker
- Macdonald, William Ross (1891–1976), kanadischer Politiker
- MacDonald, Willibald Joseph (1897–1977), kanadischer Hochschullehrer, Vizegouverneur von Prince Edward Island
- MacDonald-Smith, Iain (* 1945), britischer Segler
- Macdonald-Wright, Stanton (1890–1973), US-amerikanischer Maler
- Macdonell, Alexander (1762–1840), schottischer katholischer Geistlicher, erster Bischof von Kingston in Kanada
- Macdonell, Arthur Anthony (1854–1930), britischer Sanskritist
- Macdonell, Miles († 1828), britischer Offizier und Kolonialverwalter
- Macdonnell, James MacKerras (1884–1973), kanadischer Rechtsanwalt und Politiker
- MacDonnell, Mervyn (1880–1949), britischer Regierungsbeamter; Hoher Kommissar in der Freien Stadt Danzig (1923–1926)
- MacDonnell, Richard Graves (1814–1881), britischer Gouverneur von Gambia, St. Vincent, South Australia, Nova Scotia und Hongkong
- MacDonnell, Sarah, US-amerikanische Schauspielerin
- Macdonnell, Wayne (* 1940), kanadischer Badmintonspieler
- Macdonogh, George (1865–1942), britischer Generalleutnant
- MacDonogh, Giles (* 1955), britischer Historiker, Autor und Übersetzer
- MacDonough, Glen (1870–1924), US-amerikanischer Autor, Liedtexter und Librettist
- Macdonough, Harry (1871–1931), kanadischer Sänger (Tenor)
- Macdonough, Thomas (1783–1825), US-amerikanischer Marineoffizier
- MacDouall-Gaye, Neneh (* 1957), gambische Politikerin
- MacDougal, Frederick A. († 1878), US-amerikanischer Politiker
- Macdougall, Alexander († 1310), schottischer Magnat
- MacDougall, Bob, kanadischer Badmintonspieler
- MacDougall, Clinton D. (1839–1914), US-amerikanischer Offizier und Politiker
- MacDougall, Don, Tontechniker
- Macdougall, Duncan, schottischer Adliger
- MacDougall, Duncan (1866–1920), US-amerikanischer Arzt, versuchte das „Gewicht der Seele“ zu bestimmen
- Macdougall, Ewen, schottischer Magnat
- Macdougall, John († 1316), schottischer Magnat
- MacDougall, John (1947–2008), britischer Politiker (Labour Party), Mitglied des House of Commons
- Macdougall, John, Lord of Lorne, schottischer Adliger
- MacDougall, Lewis (* 2002), schottischer Kinderdarsteller
- Macdougall, Mary, schottische Adlige
- MacDougall, Ranald (1915–1973), US-amerikanischer Drehbuchautor, Filmregisseur und Filmproduzent
- MacDougall, Roger (1910–1993), schottischer Drehbuchautor und Dramatiker
- MacDougall, Sarah, kanadische Sängerin und Songschreiberin
- MacDougall, Ted (* 1947), schottischer Fußballspieler
- MacDowall, Alex (* 1991), britischer Autorennfahrer
- MacDowel, Mike (1932–2016), britischer Automobilrennfahrer
- MacDowell, Al, amerikanischer Jazzmusiker
- MacDowell, Andie (* 1958), US-amerikanische SchauspielerinAndie MacDowell (* 1958)

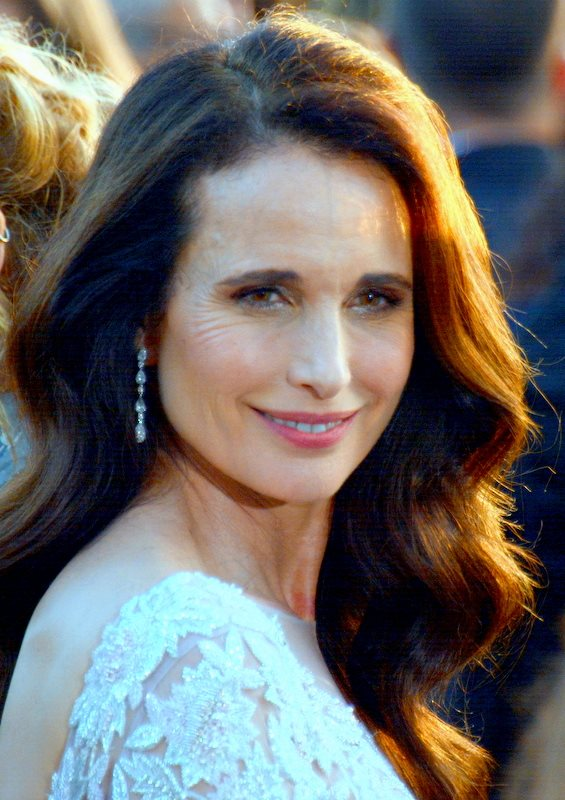
Andie MacDowell (* 1958)

- MacDowell, Douglas M. (1931–2010), britischer Altphilologe
- Macdowell, Dungal, schottischer Adliger und Militär
- MacDowell, Edward (1860–1908), US-amerikanischer Komponist und Pianist

### Macdu
- Macduff († 1298), schottischer Adliger und Militär